# Jerodiákon

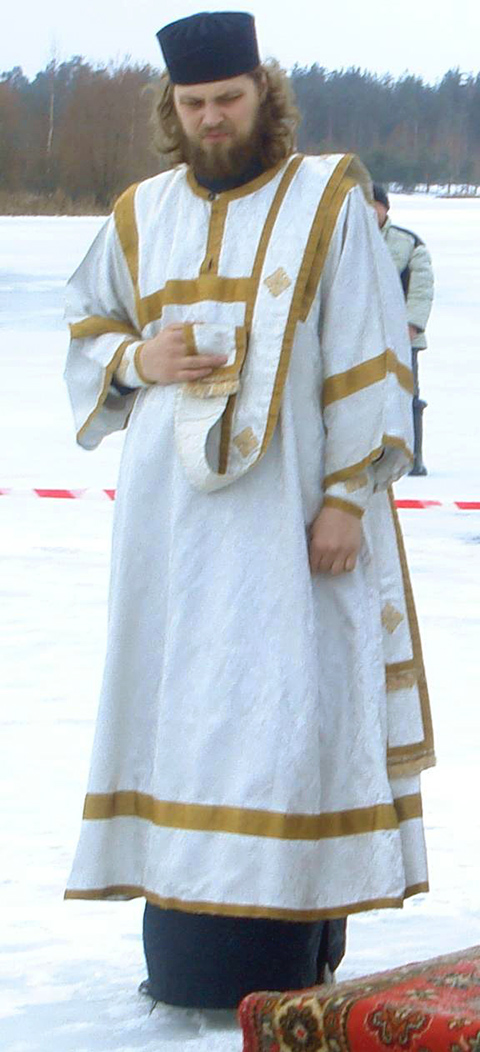
Ruský jerodiákon

Jerodiákon případně hierodiákon (rusky иеродиакон, či иеродьякон z řeckých výrazů ἱερο- – důstojný, svatý a διάκονος – služebník), ve starším ruském označení též „černý diákon“ („чёрный диакон“) je pravoslavný mnich se svěcením diákona. Starší jerodiákon se nazývá archidiákon.

## Charakteristika
Jerodiákonem se stává mnich skrze mnišské postřižení a vykonání svátosti chirotonie (jáhenského svěcení). Bílí diákoni (kteří přijali čestný slib do doby vysvěcení) jsou svěceni taktéž skrze chirotonii. Typickým rozdílem mezi jerodiákonem a diákonem je ten, že jerodiákon před chirotonií přijal mnišské postřižení a složil slib. Co se týče úcty a možnosti pomáhání knězi při svátostných úkonech jsou si jerodiákon a diákon rovni.
Charakteristickou zvláštností úplného oděvu jerodiákona je nošení černé kamilavkie. 